# Clara Cleymans

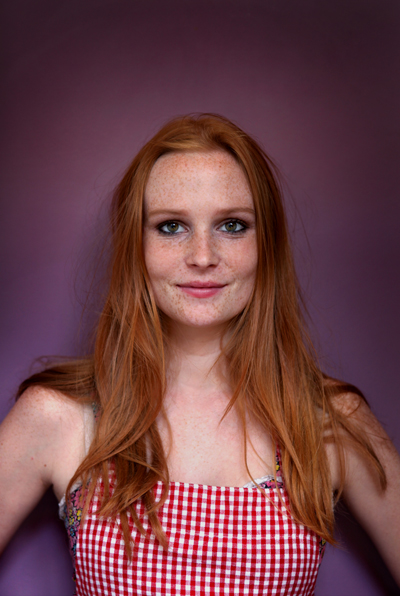
Clara Cleymans im Jahr 2010

Clara Cleymans (* 5. Januar 1989 in Wilrijk) ist eine belgische Schauspielerin.

## Leben
Clara Cleymans wurde im belgischen Wilrijk geboren. Sie ist die Tochter des Musikers und Orchesterleiters Jan Cleymans und der Schauspielerin Karin Jacobs, die sich scheiden ließen, als sie sechzehn Jahre alt war. Durch ihre Eltern und deren Freunde und Bekannte hat Clara früh einen Einblick in das Künstlerleben und die Schauspielerei erhalten. Sie hat einen älteren Bruder namens Jelle, der auch eine Schauspiellaufbahn einschlug. Bereits im Alter von acht Jahren hatte sie eine erste Rolle in der Fernsehserie Samson & Gert, mit zehn Jahren im Kinofilm De kabouterschat und trat seitdem regelmäßig in Fernsehproduktionen auf. Clara besuchte später die Kunstschule (Lemmensinstituut) in Leuven, was ihr Selbstvertrauen gegeben habe. Anschließend studierte sie Philosophie an der Universität Antwerpen und übernahm währenddessen weiterhin Rollen in der Film- und Fernsehbranche. Seit den 2010er Jahren trat Clara häufiger in Kinofilmen auf und war wiederholt in national bekannten Fernsehserien zu sehen.
2014 heiratete sie Jo Mahieu, mit dem sie zwei Kinder hat, die 2016 und 2019 geboren wurden.

## Filmografie
- 1999: De kabouterschat
- 2009–2012: Code 37
- 2010: Kill Me Please
- 2012: Historium Brugge
- 2019: Yummy
- 2020: Koud Licht
- 2021: 8eraf